# Herdula
Herdula – przysiółek wsi Złatna w Polsce, położony w województwie śląskim, w powiecie żywieckim, w gminie Ujsoły.
W latach 1975–1998 przysiółek administracyjnie należał do województwa bielskiego.
Przysiółek położony jest na północno-zachodnim grzbiecie Redykalnego Wierchu pomiędzy Zapolanką i Kiczorą, powyżej przysiółka Kręcichłosty.